# Bitva o Cherbourg
Bitva o Cherbourg byla součástí bitvy o Normandii během druhé světové války. Byla vybojována okamžitě po úspěšném spojeneckém vylodění 6. června 1944. Jednotky Spojených států izolovaly a poté během tří týdnů těžkých bojů dobyly opevněný přístav považovaný za životně důležitý pro tažení západní Evropou.

## Poloha
Cherbourg je město na severozápadě Francie v departmentu Manche a regionu Basse-Normandie. Město se nachází v severní, pobřežní části poloostrova Cotentin.

## Strany
Proti sobě stály na straně Německa 709. pěší divize a fragmenty 243. pěší divize a 91. výsadkové divize, 902. prapor samohybných kanónů, 243. prapor stíhačů tanků a jeden prapor starých francouzských tanků SOMUA S-35 a tři raketometné prapory ráže 280 mm plus dělostřelectvo jednotlivých divizí a 200mm železniční kanón.
Na straně spojenců americký VII. sbor, v němž byly začleněny 9., 79. a 4. pěší divize. Tyto divize byly podporovány třemi tankovými prapory vyzbrojenými tanky M4 Sherman a praporem stíhačů tanků M10 Wolverine.

## Galerie

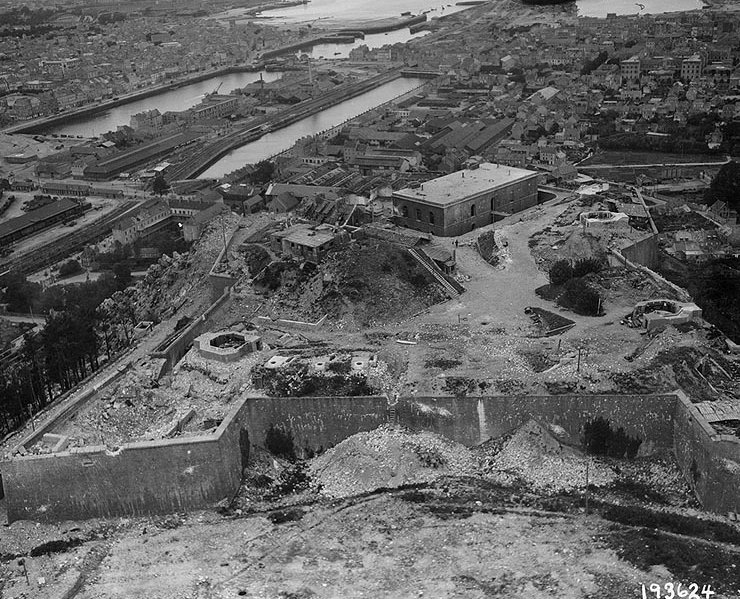
Německá pevnost v Cherbourgu
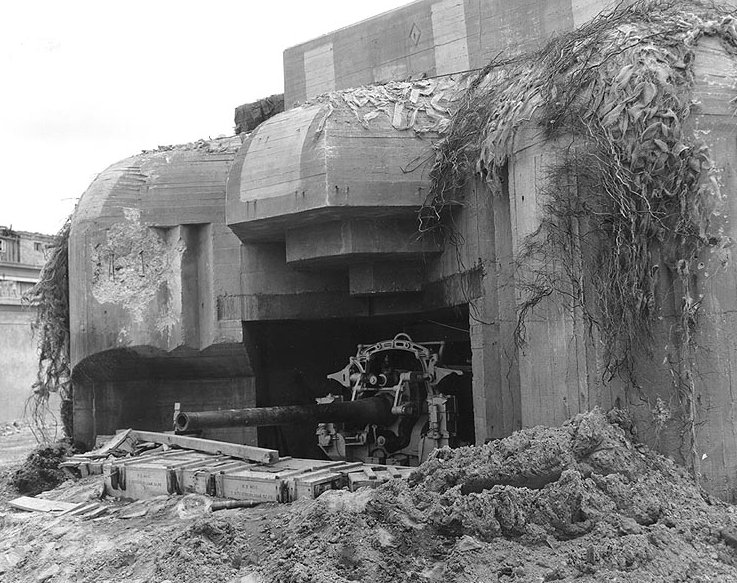
Německé dělo v Cherbourgu
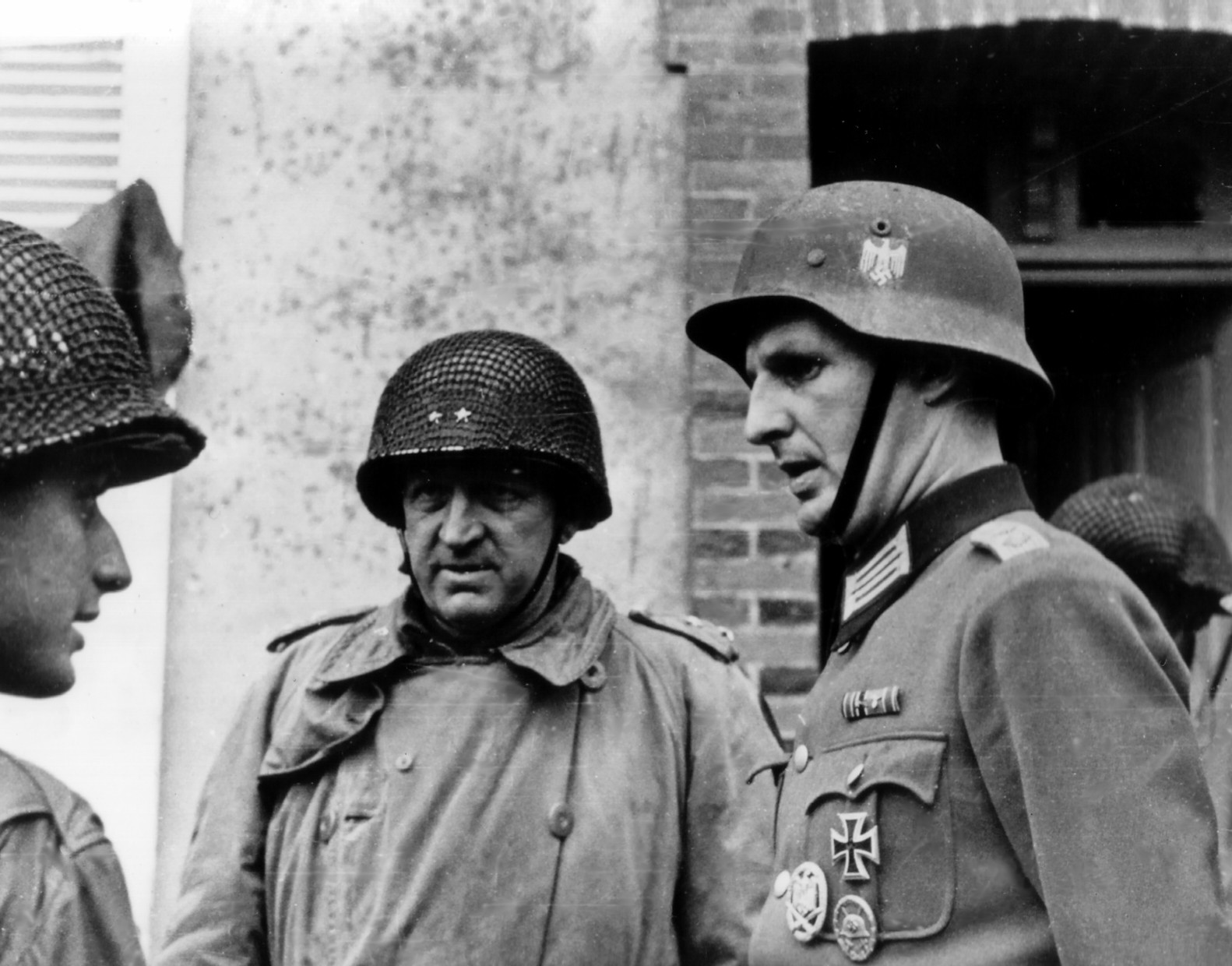
Američtí důstojníci mluví se zajatým Němcem